# 크리스 호이
크리스 호이 경(영어: Sir Christopher Andrew "Chris" Hoy, MBE, 1976년 3월 23일 ~ )은 영국의 사이클 선수이다. 스코틀랜드 에든버러에서 태어났다. 2012년 현재까지 올림픽에서 금메달 6개를 획득, 올림픽에서 가장 많은 메달을 획득한 사이클 선수이다. 동시에 영국에서 올림픽 메달을 가장 많이 획득한 선수이기도 하다. 2012년 런던 하계 올림픽 개막식에서 영국 선수단의 기수를 맡았다.
2008년 BBC 올해의 스포츠인상 수상자이다.

## 서훈
- 2005년 대영 제국 훈장 5등급(MBE) 수훈[1]
- 2009년 기사작위(Knight Bachelor) 서임[2]

## 같이 보기
- 올림픽 다관왕 목록